# チェコセンター

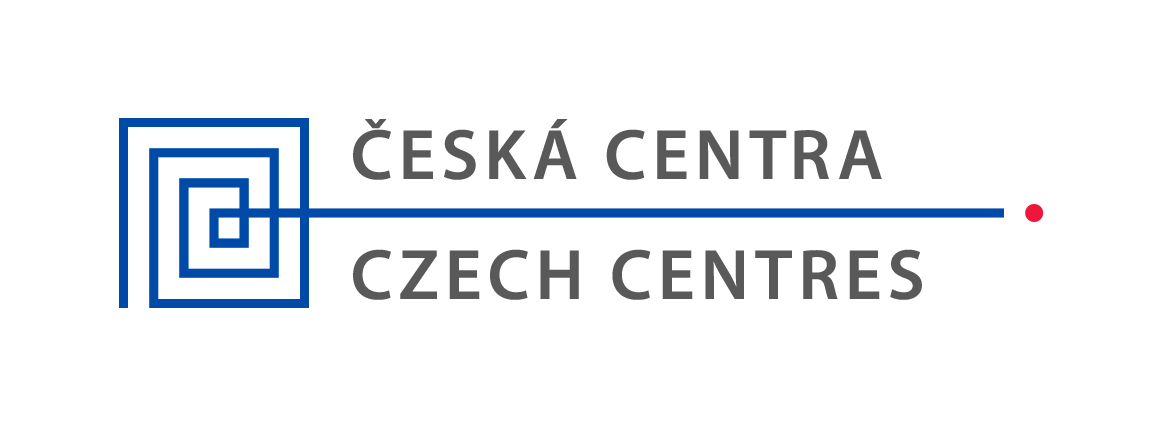
チェコセンターのロゴ

チェコセンター（チェコ語: Česká centra）とは、チェコの言語と文化を海外に広めることを目的としたチェコの文化機関。

## 概要
チェコ外務省の外郭団体で、外国との文化的および経済的接触を促進し、近代的でダイナミックな国としてのチェコ共和国の前向きなイメージを伝えることを目標に活動している。またチェコ語教育にも力を入れている。
プラハに本局を構え、世界4大陸26都市に支局を展開している。事務局長はオンドレイ・チェルニー。
日本にはチェコセンター東京支局がある。

## 歴史
1949年、チェコスロバキアに前身となる文化情報センター（チェコ語: Kulturní informační středisko、略称: KIS）が発足し、支局がソフィアとワルシャワに置かれる。
チェコスロバキア分裂後、1993年にチェコセンターが誕生する。
着々と支局を増やしていき、日本には2006年に渋谷区にチェコセンター東京支局がオープンした。
一番直近では2024年に台北でチェコセンターがオープンした。

## センター支局が存在する場所
| 場所                     | 設立年(年) | 場所           | 設立年(年) |
| ------------------------ | ---------- | -------------- | ---------- |
| アテネ                   | 2018       |                |            |
| ベルリン                 | 1955       | モスクワ       | 1993       |
| ブラチスラヴァ           | 1995       | ニューヨーク   | 1995       |
| ブリュッセル             | 1996       | パリ           | 1997       |
| ブダペスト               | 1953       | ローマ         | 2019       |
| ブカレスト               | 1981       | ロッテルダム   | 1994       |
| チェコ ハウス エルサレム | 2018       | ソフィア       | 1949       |
| ソウル                   | 2013       |                |            |
| キーウ                   | 1996       | ストックホルム | 1997       |
| ロンドン                 | 1993       | テルアビブ     | 2010       |
| 台北                     | 2024       |                |            |
| マドリード               | 2003       | 東京           | 2006       |
| ミラノ                   | 2010       | ワルシャワ     | 1949       |
| ミュンヘン               | 2010       | ウィーン       | 1993       |

モスクワにはチェコの家というチェコセンターと似た組織があるが、2022年ロシアのウクライナ侵攻の影響で現在は閉鎖している。